# كريستين ميشال

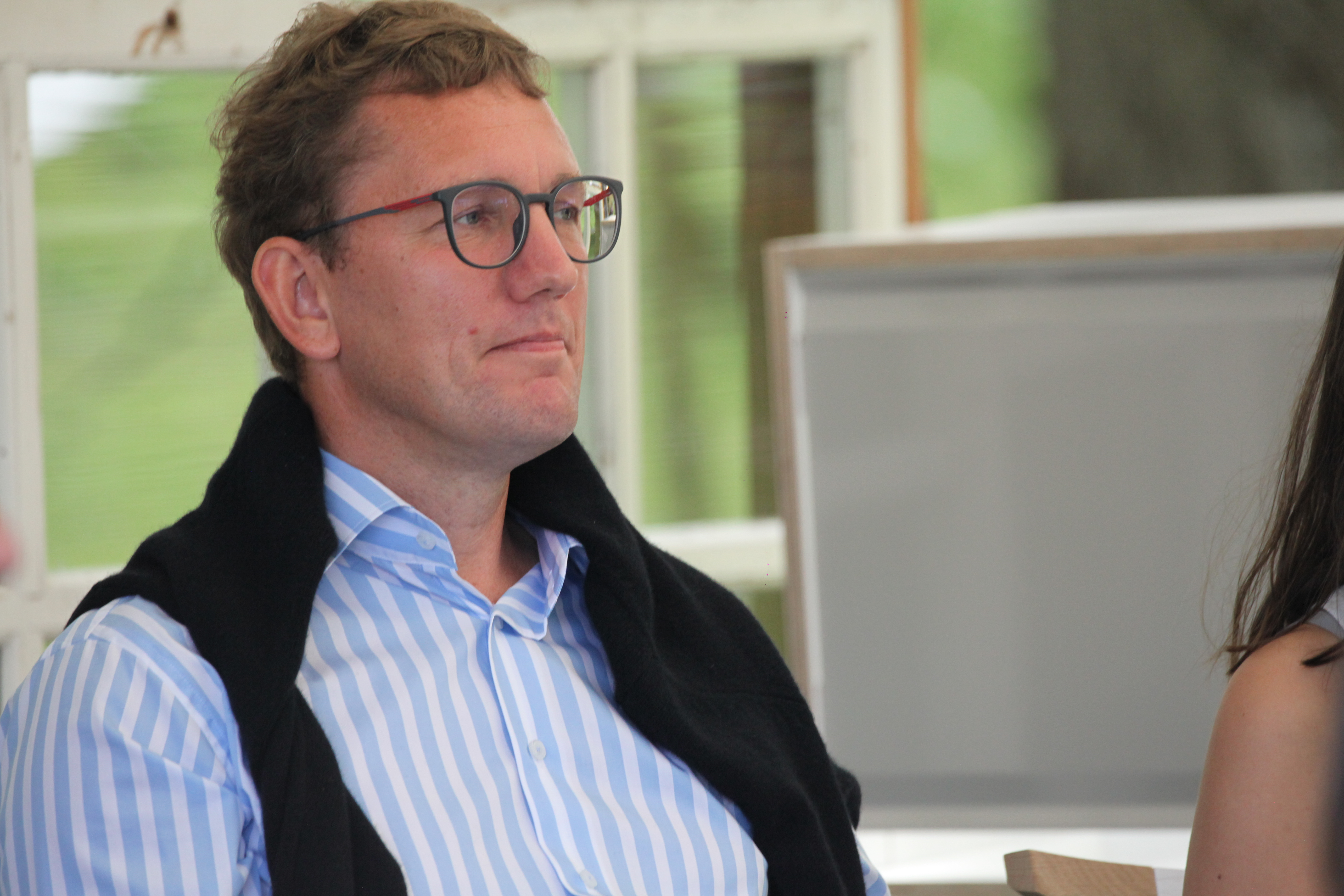
كريستين ميشال في مهرجان الرأي 2021 في بيدا، إستونيا

كريستين ميشال هو سياسي إستوني، ولد في 12 يوليو 1975 في تالين في إستونيا. نشط حزبياً في حزب الإصلاح الإستوني.

## مناصب
- في 2019 Estonian parliamentary election [الإنجليزية]‏، انتخب عضو في البرلمان الأستوني ‏ وقد انضم خلال فترته النيابية [الإنجليزية]‏ (4 أبريل 2019 – ) للكتلة البرلمانية حزب الإصلاح الإستوني.
- انتخب عضو في البرلمان الأستوني ‏ وقد انضم خلال فترته النيابية [الإنجليزية]‏ (11 ديسمبر 2012 – 23 مارس 2015) للكتلة البرلمانية حزب الإصلاح الإستوني.
- في 2011 Estonian parliamentary election [الإنجليزية]‏، انتخب عضو في البرلمان الأستوني ‏ وقد انضم خلال فترته النيابية [الإنجليزية]‏ (27 مارس 2011 – 5 أبريل 2011) للكتلة البرلمانية حزب الإصلاح الإستوني.
- انتخب عضو في البرلمان الأستوني ‏ عن دائرة Riigikogu electoral district no. 1 [الإنجليزية]‏ وقد انضم خلال فترته النيابية [الإنجليزية]‏ (23 نوفمبر 2016 – ) للكتلة البرلمانية حزب الإصلاح الإستوني.
- في 2015 Estonian parliamentary election [الإنجليزية]‏، انتخب عضو في البرلمان الأستوني ‏ عن دائرة Riigikogu electoral district no. 1 [الإنجليزية]‏ وقد انضم خلال فترته النيابية [الإنجليزية]‏ (30 مارس 2015 – 8 أبريل 2015) للكتلة البرلمانية حزب الإصلاح الإستوني.
- انتخب Minister of Economic Affairs and Information Technology [الإنجليزية]‏ (9 أبريل 2015 – 23 نوفمبر 2016).
- انتخب وزير العدل [الإنجليزية]‏ (6 أبريل 2011 – 10 ديسمبر 2012).
- انتخب عضو في البرلمان الأستوني ‏ خلال فترته النيابية [الإنجليزية]‏.